# Albert Sleeper

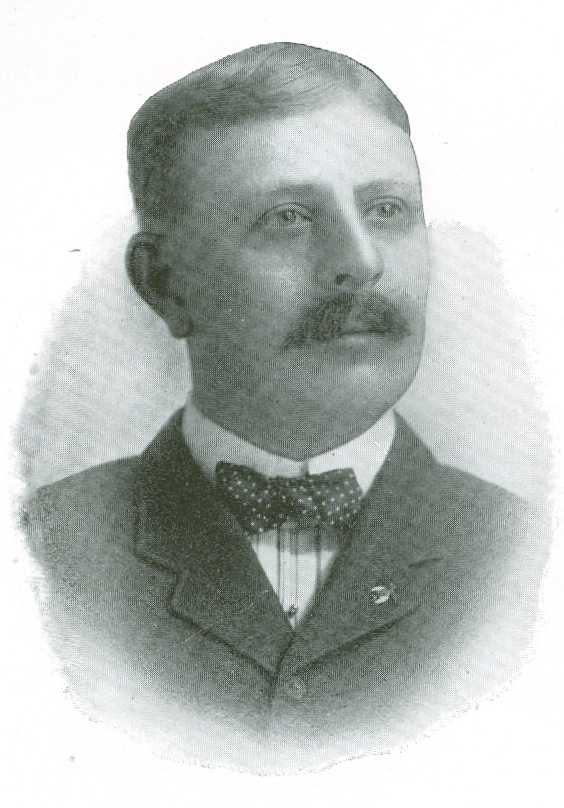
Albert Sleeper

Albert Edson Sleeper (* 31. Dezember 1862 in Bradford, Orange County, Vermont; † 13. Mai 1934 in Lexington, Michigan) war ein US-amerikanischer Politiker und von 1917 bis 1921 der 29. Gouverneur des Bundesstaates Michigan.

## Frühe Jahre und politischer Aufstieg
Albert Sleeper besuchte die Bradford Academy in Vermont. Im Jahr 1884 zog er nach Lexington in Michigan, wo er sich mit dem Immobiliengeschäft befasste. Bald war er auch im Bankgeschäft und im Handel tätig. Politisch schloss sich Sleeper der Republikanischen Partei an. Zwischen 1901 und 1902 war er Abgeordneter im Repräsentantenhaus von Michigan. Von 1905 bis 1907 saß er im Staatsvorstand seiner Partei. Schließlich war er unter den Gouverneuren Fred Warner und Chase Osborn zwischen 1909 und 1913 Finanzminister (State Treasurer) von Michigan.

## Gouverneur von Michigan
Am 7. November 1916 wurde Sleeper als Kandidat seiner Partei zum neuen Gouverneur seines Staates gewählt. Am 1. Januar 1917 wurde er in dieses Amt eingeführt. Nach einer Wiederwahl im Jahr 1918 konnte er bis zum 1. Januar 1921 amtieren. In diese Zeit fällt der Kriegseintritt der Vereinigten Staaten. Wie in den anderen US-Bundesstaaten auch musste in Michigan die Industrieproduktion auf den Rüstungsbedarf umgestellt werden. Gleichzeitig wurden junge Männer gemustert und zum Militär eingezogen. Der Gouverneur musste dafür sorgen, dass diese Vorgänge reibungslos und effizient abliefen. Nach dem Ende des Krieges im November 1918 musste die Industrieproduktion wieder auf den Normalbedarf zurückgefahren werden, und die heimkehrenden Soldaten mussten wieder in die Gesellschaft integriert werden. Unabhängig von diesen kriegsbedingten Vorgängen führte Gouverneur Sleeper einige innenpolitische Reformen durch. So wurde zum Beispiel ein eigenes Ministerium für die Viehwirtschaft (Department of animal husbandry) gegründet. Wichtiger noch war die Schaffung eines Arbeitsministeriums. Als dritte neue Regierungsabteilung entstand damals eine staatliche Polizeidirektion (State Police Department). Auch die öffentlichen Versorgungsbetriebe (Public Utilities) wurden gemeinsam verwaltet. Gouverneur Sleeper legte mit dem so genannten „State Park Act“ den Grundstein für staatseigene Park- und Erholungsanlagen. Angesichts des aufkommenden Verkehrs wurde auch der Ausbau der Straßen vorangetrieben. Damals wurde auch Michigan von der Spanischen Grippe heimgesucht, der viele Einwohner zum Opfer fielen.
Auch nach dem Ende seiner Gouverneurszeit blieb Sleeper politisch aktiv. Im Jahr 1928 war er einer der republikanischen Wahlmänner bei der Wahl von Herbert Hoover zum US-Präsidenten. Albert Sleeper war mit Mary C. Moore verheiratet. Er starb im Mai 1934.